# HD182255
HD182255 — хімічно пекулярна зоря спектрального класу B7, що має видиму зоряну величину в смузі V приблизно  5,2. Вона знаходиться у сузір'ї Лисички й розташована на відстані близько 402,7 світлових років від Сонця.

## Фізичні характеристики
Телескоп Гіппаркос зареєстрував фотометричну змінність  даної зорі з періодом    1,26 доби в межах від  Hmin= 5,20 до  Hmax= 5,13.

## Пекулярний хімічний склад
HD182255 належить до Хімічно пекулярних зір з пониженим вмістом гелію 
й в її  зоряній атмосфері спостерігається нестача He у порівнянні з його вмістом в атмосфері Сонця.